# Raumfahrer-Vervielfältigung
Das Gedankenexperiment von der Raumfahrer-Vervielfältigung stammt aus dem Aufsatz On the Moral and Legal Status of Abortion der US-amerikanischen Philosophin Mary Anne Warren aus dem Jahr 1973 und soll der Klärung dienen, ob potenzielle Personen denselben moralischen Status haben wie tatsächlich existierende.

## Gedankenexperiment im Wortlaut
Nimm an, dass unser Raumfahrer in die Hände einer Alienkultur fällt. Die dortigen Wissenschaftler entscheiden, mehrere 100.000 Menschen zu schaffen, indem sie dessen Körper in seine Bestandteile zerlegen. Diese nutzen sie, um vollständig entwickelte Menschen zu schaffen, natürlich mit dem dazugehörigen menschlichen DNA-Code. Wir stellen uns vor, dass diese Menschen alle Fähigkeiten und das Wissen des ursprünglichen Mannes besitzen. Außerdem haben sie ein Selbstbewusstsein, kurzum ist jeder dieser Menschen eine bona fide Person, wenn auch nicht einzigartig. Das Projekt soll nur Sekunden dauern und der Raumfahrer soll darüber Bescheid wissen. Er weiß auch, dass die Chancen sehr gut stehen, dass es ein Erfolg wird und dass die Menschen später gerecht behandelt werden. 

„Ich bleibe dabei, dass er alles Recht der Welt hat zu fliehen, obwohl er damit allen potenziellen Menschen das Recht entzieht zu leben, denn sein Recht zu leben ist höherrangig als das jener, obwohl alle genetisch Menschen sind, alle unschuldig und alle eine große Wahrscheinlichkeit haben, bald richtige Menschen zu werden, wenn der Raumfahrer nur von seiner Flucht absähe.“

## Philosophischer Gehalt
Im Zentrum des vorliegenden Gedankenexperiments, das im Aufsatz zudem von einem weiteren begleitet wird, steht der Gedanke, dass der moralische Status einer existierenden Person immer mehr Gewicht habe als derjenige einer potenziellen Person. Warren überträgt diese Intuition auf die Debatte um Abtreibungen und folgert, dass auch dort der Schwangeren als bereits existierenden Person immer der Vorzug vor dem Fötus zu gewähren sei. Demgegenüber wird von konservativen Positionen u. a. das Potentialitätsargument vorgebracht, wonach bereits die Tatsache, dass ein Mensch entstehen könnte (bzw. unter geeigneten Bedingungen auch wahrscheinlich entsteht), für die Schutzwürde des Fötus spreche.